# غيلتي جير العاشرة
غيلتي جير العاشرة (بالإنجليزية: Guilty Gear Xrd)‏ (إسمها باللغة اليابانية ギルティギア イグザード جيروتي جيا إيغوزادو) هي لعبة فيديو قتالية مطورة من قبل شركة أرك سيستم ووركس، تم إنتاجها في سنة 2014 وهي الجزء العاشر من سلسلة ألعاب غيلتي جير، أستخدمت في هذه اللعبة نظام أنريل إنجن وتظليل سيل، ونظام النقش في الحركة.